# Cize (Jura)
Pour les articles homonymes, voir Cize.
Cize est une commune française située dans le département du Jura, la région culturelle et historique de Franche-Comté et la région administrative Bourgogne-Franche-Comté.
Elle fait partie de la communauté de communes Champagnole Nozeroy Jura.

## Géographie

### Climat
Pour des articles plus généraux, voir Climat de la Bourgogne-Franche-Comté et Climat du département du Jura.
En 2010, le climat de la commune est de type climat de montagne, selon une étude du Centre national de la recherche scientifique s'appuyant sur une série de données couvrant la période 1971-2000. En 2020, Météo-France publie une typologie des climats de la France métropolitaine dans laquelle la commune est dans une zone de transition entre le climat semi-continental et le climat de montagne et est dans la région climatique Jura, caractérisée par une forte pluviométrie en toutes saisons (1 000 à 1 500 mm/an), des hivers rigoureux et un ensoleillement médiocre.
Pour la période 1971-2000, la température annuelle moyenne est de 9,4 °C, avec une amplitude thermique annuelle de 16,9 °C. Le cumul annuel moyen de précipitations est de 1 620 mm, avec 13,4 jours de précipitations en janvier et 10,4 jours en juillet. Pour la période 1991-2020, la température moyenne annuelle observée sur la station météorologique de Météo-France la plus proche, « Champagnole », sur la commune de Champagnole à 2 km à vol d'oiseau, est de 9,4 °C et le cumul annuel moyen de précipitations est de 1 573,2 mm. 
La température maximale relevée sur cette station est de 37,5 °C, atteinte le 24 juillet 2019 ; la température minimale est de −23,5 °C, atteinte le 24 décembre 2001,,.
Les paramètres climatiques de la commune ont été estimés pour le milieu du siècle (2041-2070) selon différents scénarios d'émission de gaz à effet de serre à partir des nouvelles projections climatiques de référence DRIAS-2020. Ils sont consultables sur un site dédié publié par Météo-France en novembre 2022.

## Urbanisme

### Typologie
Au 1er janvier 2024, Cize est catégorisée petite ville, selon la nouvelle grille communale de densité à sept niveaux définie par l'Insee en 2022.
Elle appartient à l'unité urbaine de Champagnole, une agglomération intra-départementale regroupant quatre  communes, dont elle est une commune de la banlieue,,. Par ailleurs la commune fait partie de l'aire d'attraction de Champagnole, dont elle est une commune du pôle principal,. Cette aire, qui regroupe 43 communes, est catégorisée dans les aires de moins de 50 000 habitants,.

### Occupation des sols
L'occupation des sols de la commune, telle qu'elle ressort de la base de données européenne d’occupation biophysique des sols Corine Land Cover (CLC), est marquée par l'importance des forêts et milieux semi-naturels (65,8 % en 2018), une proportion identique à celle de 1990 (65,8 %). La répartition détaillée en 2018 est la suivante : 
forêts (65,8 %), prairies (20 %), zones urbanisées (13,7 %), terres arables (0,4 %). L'évolution de l’occupation des sols de la commune et de ses infrastructures peut être observée sur les différentes représentations cartographiques du territoire : la carte de Cassini (XVIIIe siècle), la carte d'état-major (1820-1866) et les cartes ou photos aériennes de l'IGN pour la période actuelle (1950 à aujourd'hui).

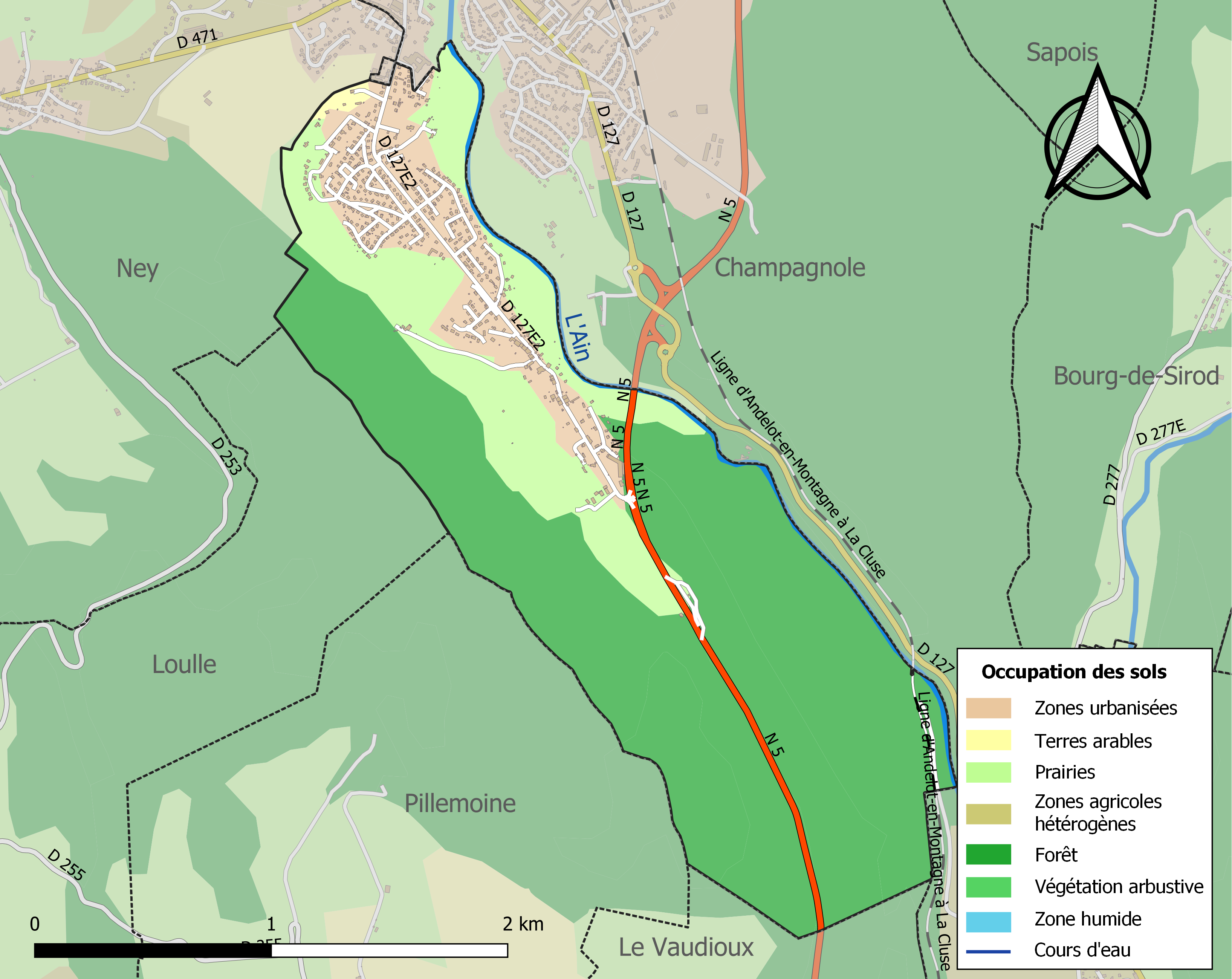
Carte des infrastructures et de l'occupation des sols de la commune en 2018 (CLC).

## Politique et administration
| Période                                  | Période                   | Identité           | Étiquette      | Qualité |
| ---------------------------------------- | ------------------------- | ------------------ | -------------- | ------- |
| Les données manquantes sont à compléter. |                           |                    |                |         |
| avant 1981                               | 1983                      | André Reymond      | DVG            |         |
| avant 1988                               | ?                         | Claude Scherrer    |                |         |
| mars 2001                                | En cours (au 6 juin 2020) | Philippe Wermeille | RPR - UMP - LR | Cadre   |

## Démographie
L'évolution du nombre d'habitants est connue à travers les recensements de la population effectués dans la commune depuis 1793. Pour les communes de moins de 10 000 habitants, une enquête de recensement portant sur toute la population est réalisée tous les cinq ans, les populations de référence des années intermédiaires étant quant à elles estimées par interpolation ou extrapolation. Pour la commune, le premier recensement exhaustif entrant dans le cadre du nouveau dispositif a été réalisé en 2008.

En 2022, la commune comptait 801 habitants, en évolution de +2,04 % par rapport à 2016 (Jura : −0,81 %, France hors Mayotte : +2,11 %).
| 1793 | 1800 | 1806 | 1821 | 1831 | 1836 | 1841 | 1846 | 1851 |
| ---- | ---- | ---- | ---- | ---- | ---- | ---- | ---- | ---- |
| 169  | 169  | 178  | 173  | 194  | 181  | 182  | 205  | 200  |

| 1856 | 1861 | 1866 | 1872 | 1876 | 1881 | 1886 | 1891 | 1896 |
| ---- | ---- | ---- | ---- | ---- | ---- | ---- | ---- | ---- |
| 173  | 173  | 163  | 148  | 154  | 240  | 166  | 145  | 133  |

| 1901 | 1906 | 1911 | 1921 | 1926 | 1931 | 1936 | 1946 | 1954 |
| ---- | ---- | ---- | ---- | ---- | ---- | ---- | ---- | ---- |
| 153  | 164  | 147  | 157  | 166  | 173  | 163  | 221  | 271  |

| 1962 | 1968 | 1975 | 1982  | 1990 | 1999 | 2006 | 2008 | 2013 |
| ---- | ---- | ---- | ----- | ---- | ---- | ---- | ---- | ---- |
| 322  | 378  | 470  | 1 005 | 958  | 828  | 822  | 820  | 796  |

| 2018 | 2022 | - | - | - | - | - | - | - |
| ---- | ---- | - | - | - | - | - | - | - |
| 791  | 801  | - | - | - | - | - | - | - |

## Culture locale et patrimoine

### Lieux et monuments
Début 2017, la commune est « réputée sans clochers ».
- Fromagerie (XIXe s),
- Fontaines (XIXe s),
- Lavoirs (XIXe s),
- Maison commune et son campanile (XIXe s), actuelle mairie,
- Viaduc ferroviaire de Syam (XIXe s), sur la RD 127, au lieu-dit "le Rochelet", inscrit à l'IGPC depuis 2004[19].

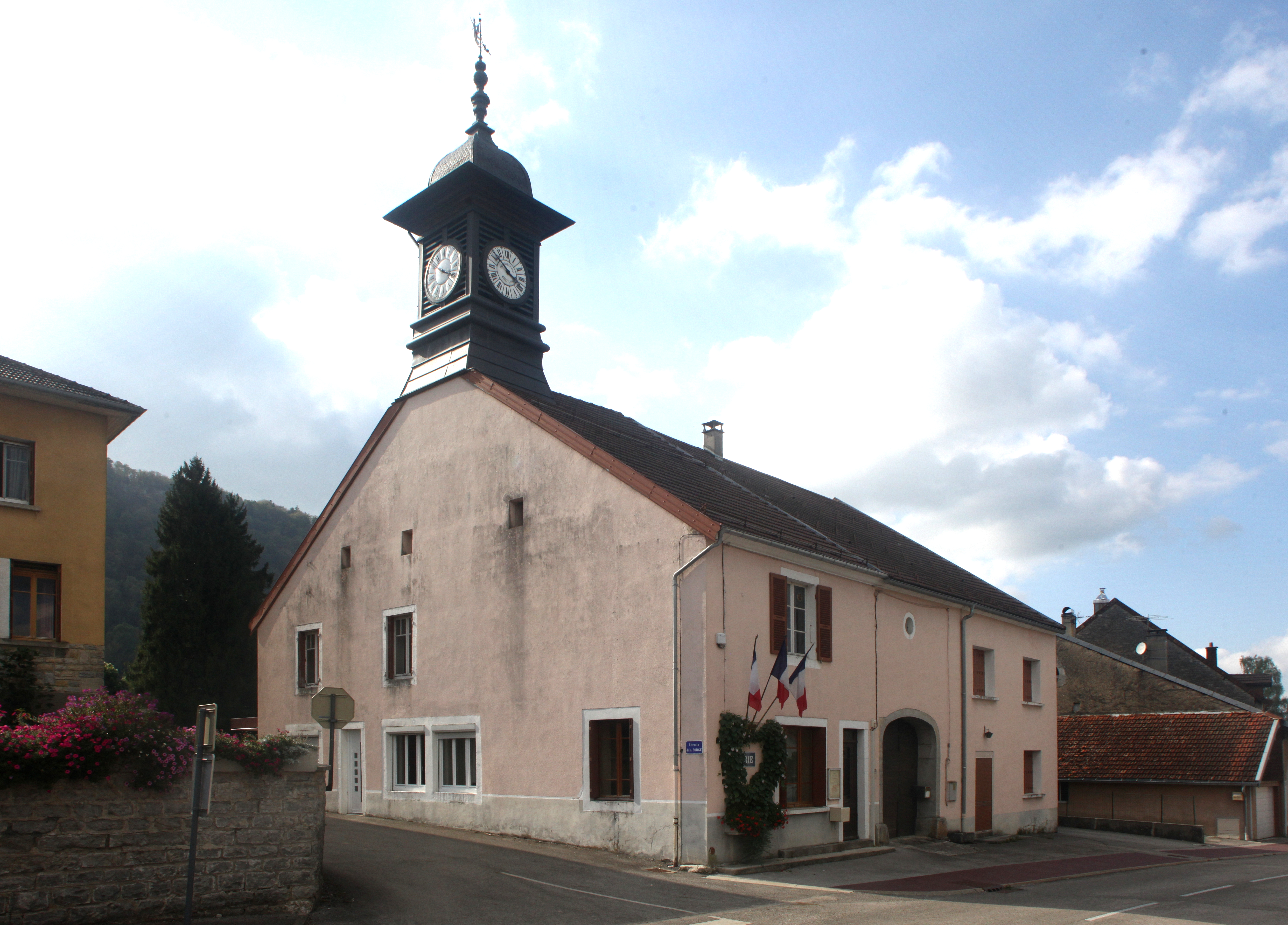
Mairie.
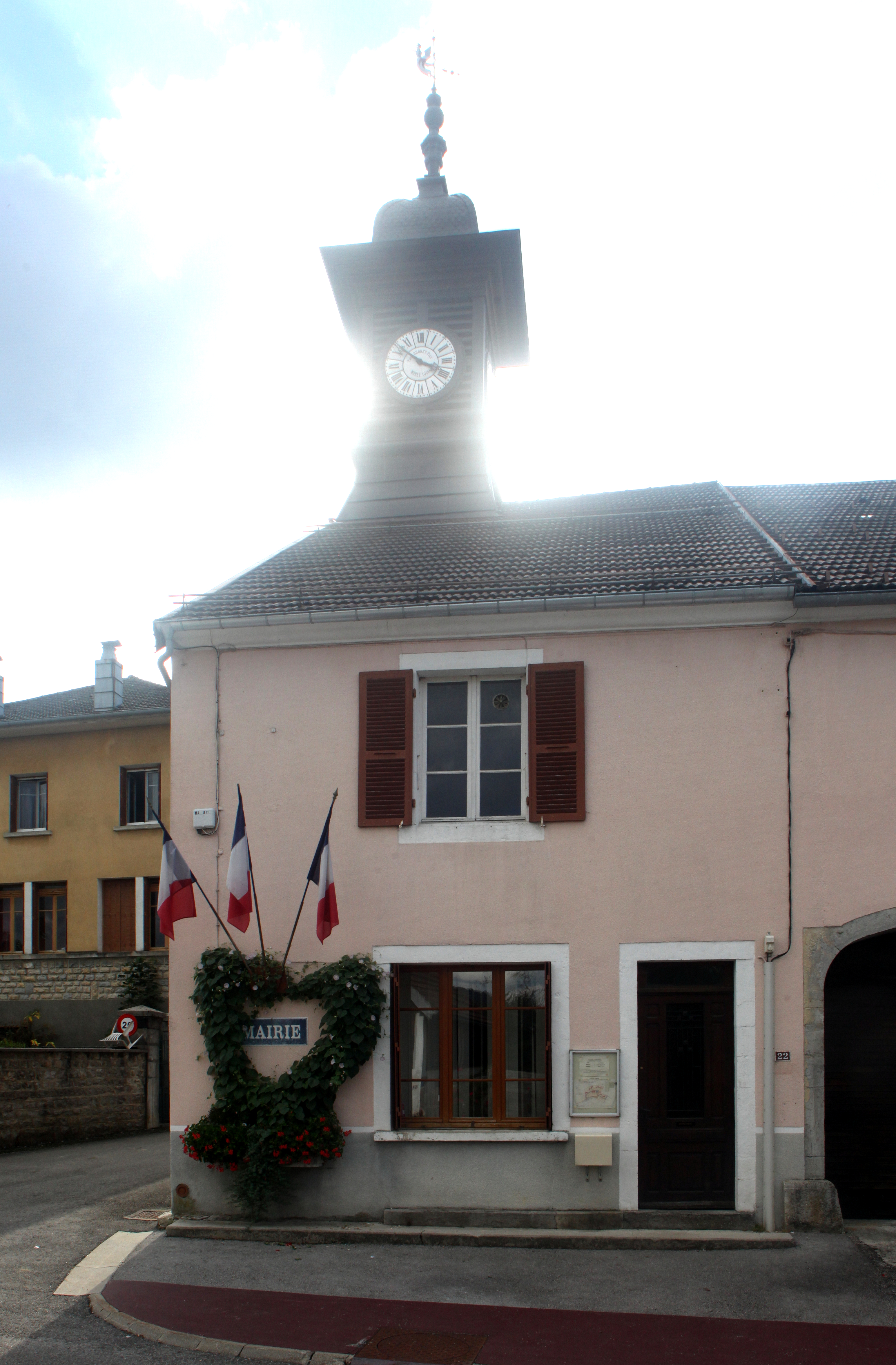
Mairie.
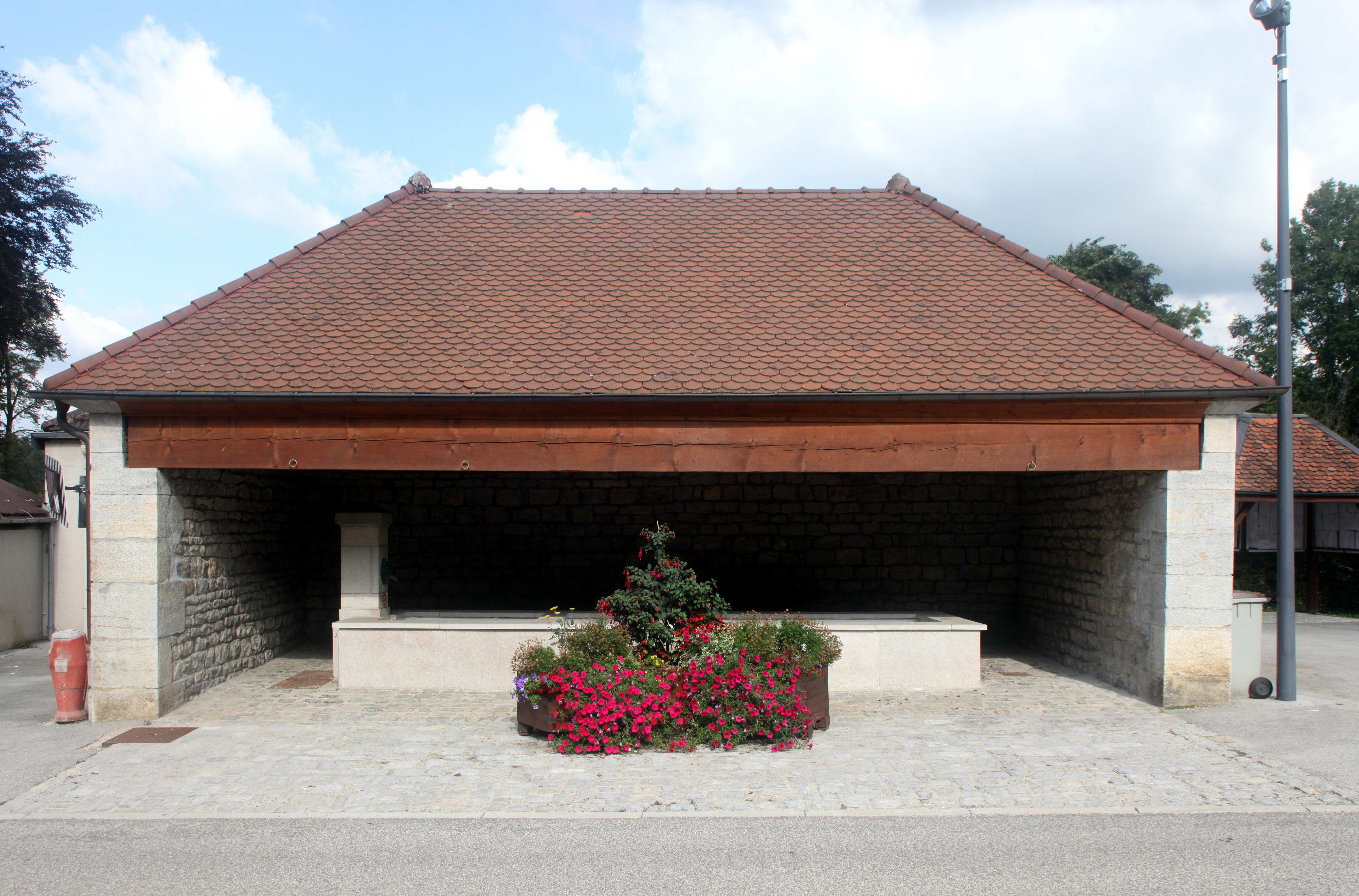
Fontaine.
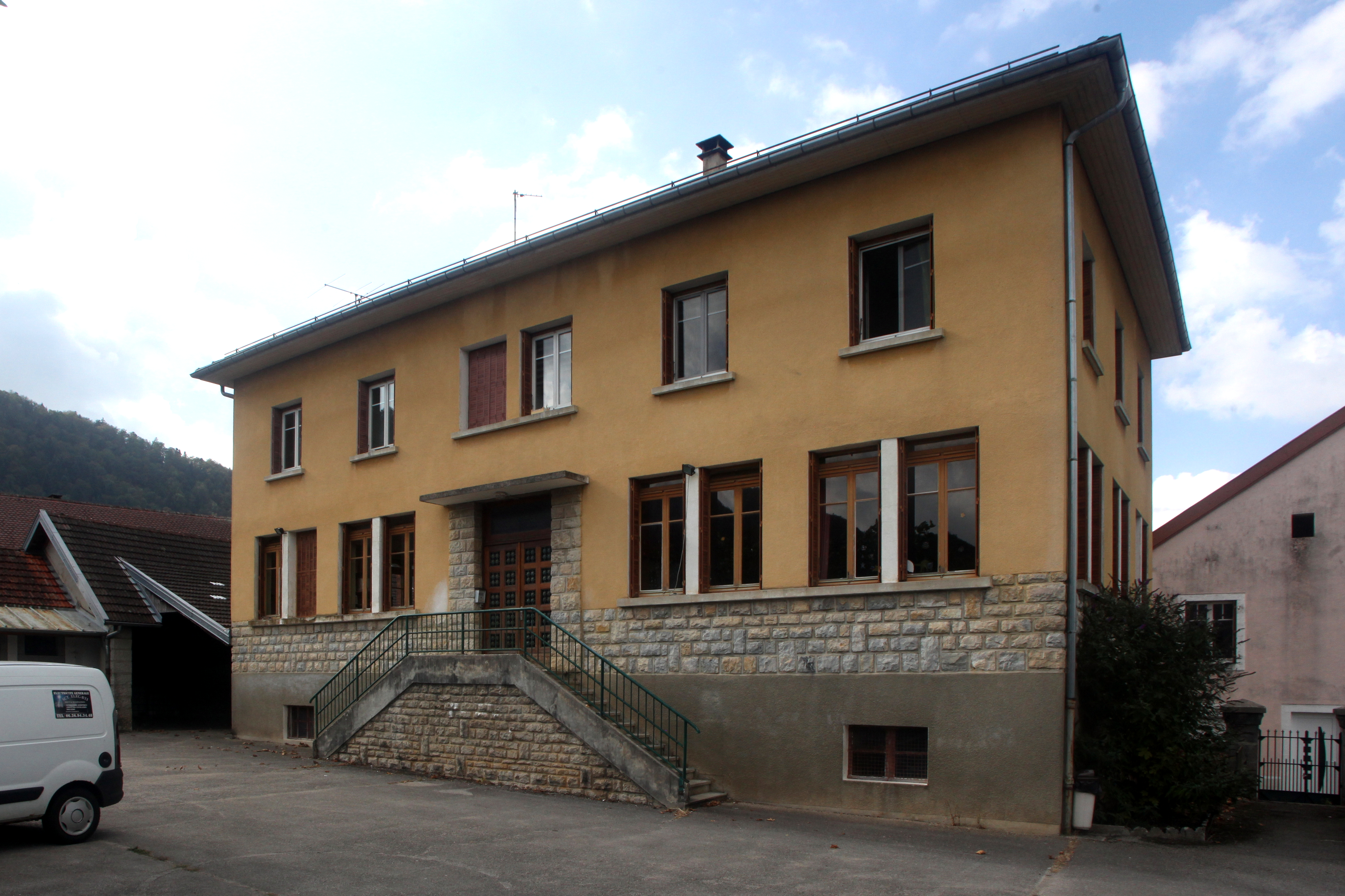
École.
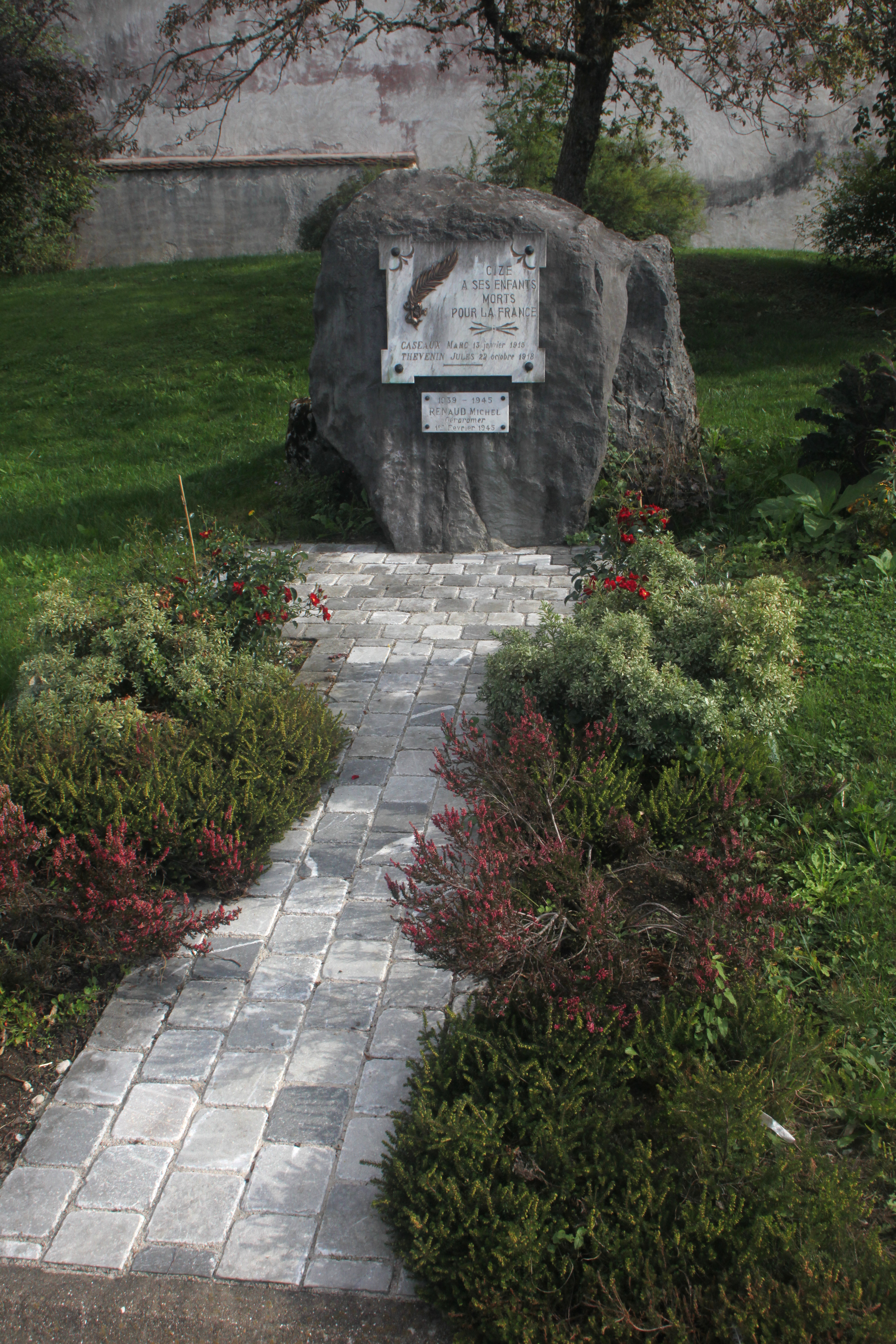
Monument aux morts.

### Personnalités liées à la commune
- Guillaume de Poupet (1506-1583) Abbé de Baume lès Messieurs et seigneur de Cize.
- Étienne Lamy (1845-1919), avocat, journaliste et homme politique, secrétaire perpétuel de l’Académie française.
- Denis Devaux (1939-2025), footballeur français.